# Big Beat Records
Big Beat Records — американський лейбл електронної і танцювальної музики. Був заснований 1987 року Крейгом Кальманом спочатку як незалежний звукозаписний лейбл з акцентом на музику напрямку хауз та хіп-хоп. В 1998 році був поглинений Atlantic Records. У 2010 році став окремим лейблом, який в основному займається напрямком електронної музики. 

## Історія

### 1987—1998: Оригінальний Big Beat
Big Beat Records був заснований як інді-лейбл у 1987 році Крейгом Калманом, який у той час був  ді-джеєм в Нью-Йорку. Компанія спочатку працювала у спальні Крейга, де він записав перший трек лейбла під назвою «Join Hands». Трек продався більше ніж у 5,000 копіях.
Другий трек Калмана, записаний в його спальні-студії називався «The Party» і був проданий у більше ніж 250,000 копіях. 
Протягом наступних 7 років, напрям лейбла змінився у напрямі репу і хіп-хопу. У 1998 році лейбл був поглинений Atlantic Records.

### 2010–теперішній час: Перетворення в електронний/танцювальний музичний лейбл
В 2010 році Big Beat Records був відновлений, як дочірнє підприємство Atlantic Records. Першим треком відновленого лейбла стала робота Вінтера Гордона «Dirty Talk», яка досягнула #1 у ARIA Charts, Billboard і Dance Club Songs і була сертифікована тричі платинова в Австралії.
Skrillex зі своїм міні-альбомом Scary Monsters and Nice Sprites, випущеним у 2010 році, фактично направив лейбл у бік електронної музики. На 54-ій церемонії «Греммі» 2012 року, міні-альбом був нагороджений як «Найкращий електронний/танцювальний альбом» і його заголовна композиція «Scary Monsters and Nice Sprites» виграла у номінації «Найкращий танцювальний запис». У наступному році на 55-тій церемонії «Греммі» Skrillex зі своїм міні-альбомом Bangarang знову виграв приз за «Найкращий електронний/танцювальний альбом».
2013 року Big Beat Records підписує контракт зі шведським електро-поп дуетом Icona Pop, чий трек «I Love It» отримав 4 платинові сертефікати. У грудні 2013 року, Big Beat Records за допомоги Warner Music Group, придбала Parlophone Records (німецько-британський лейбл).

## Виконавці, що записувалися на лейбі
| - 808 The Movie Soundtrack - Alex Metric - Алекс Нюел - BLVK JVCK - Cash Cash - Cerrone |  | - Chromeo - CID - Clean Bandit - Давід Гета - Ekali - Galantis |  | - Hercules & Love Affair - Icona Pop - Klyne - Knife Party - The Knocks - KREAM |  | - Matoma - Palmistry - Робін Шульц - Rudimental - Skrillex - Sweater Beats - Whethan |